# NGC 5191
NGC 5191 ist eine 14,1 mag helle Spiralgalaxie vom Hubble-Typ Sb im Sternbild Jungfrau auf der Ekliptik. Sie ist schätzungsweise 290 Millionen Lichtjahre von der Milchstraße entfernt und hat einen Durchmesser von etwa 75.000 Lichtjahren.

Im selben Himmelsareal befinden sich u. a. die Galaxien NGC 5165, NGC 5162, NGC 5178, NGC 5179.
Das Objekt wurde am 5. Mai 1883 von George Washington Hough entdeckt.